# Einheitsgewerkschaft
Unter einer Einheitsgewerkschaft versteht man eine Gewerkschaft, die für alle Arbeitnehmer ohne Rücksicht auf deren politische oder weltanschauliche Überzeugung gewerkschaftliche Heimat sein kann. Voraussetzung dafür ist eine strenge Neutralität dieser Gewerkschaft in politisch-weltanschaulichen Fragen.

## Geschichte
Die Idee der Einheitsgewerkschaft ist eine der Forderungen der Überlebenden der Konzentrationslager. In den Entschließungen, Manifesten und Erklärungen der Überlebenden z. B. des KZ Buchenwald taucht die Forderung nach einer Einheitsgewerkschaft, die die Beschäftigten parteiübergreifend organisiert, immer wieder auf (siehe Volksfrontkomitee Buchenwald).
Nachdem die Nationalsozialisten im Jahr 1933 die bis zu diesem Zeitpunkt in Deutschland existierenden Richtungsgewerkschaften zwangsweise aufgelöst und durch die Deutsche Arbeitsfront (DAF) ersetzt hatten, setzte nach dem Ende des Krieges eine Diskussion um einen Neuanfang ein. Dabei spielte auch die Theorie eine Rolle, nach der die „Zerrissenheit“ der deutschen Gewerkschaften die Machtübernahme durch die NSDAP erleichtert habe, und die Frage, ob man mit einer Einheitsgewerkschaft derartiges für die Zukunft verhindern könne. Eine weitere Theorie war, man müsse der Geschlossenheit im Arbeitgeberlager eine Einheitsorganisation entgegenstellen, um erfolgreich sein zu können. Die zwei Theorieansätze sind immer noch nicht abschließend geklärt.
Mit der Einheitsgewerkschaft wurde das Prinzip der Berufsgewerkschaften überwunden, das bis 1933 vorgeherrscht hatte. Die Industriegewerkschaften im DGB schlossen sich als Branchengewerkschaften nach dem Prinzip „ein Betrieb – Gewerkschaft“ zusammen.
Begünstigt wurde die Gründung der Einheitsgewerkschaften zusätzlich durch die Politik der Alliierten, die den Richtungsgewerkschaften eine Wiederzulassung verweigerten. In späteren Jahren kam es dann aufgrund von kritisierter politischer Einseitigkeit des DGB zugunsten der SPD zur Neugründung verschiedener, vor allem der „Christlichen Gewerkschaften“.
Der DGB sieht sich „seit seiner Gründung 1949 […] dem Prinzip der Einheitsgewerkschaft verpflichtet: […] pluralistisch und unabhängig, aber keineswegs politisch neutral“. Dem widerspricht unter anderem die Christliche Gewerkschaft Metall.
Im Gewerkschaftshandbuch werden drei Dimensionen der Einheitsgewerkschaft herausgearbeitet:
- Parteipolitische Unabhängigkeit;
- Gemeinsame Interessenvertretung von „Arbeitern“ und „Angestellten“;
- Ein Betrieb – eine Gewerkschaft.[4]

## Kritik
Kritiker bezweifeln, dass dies möglich ist, und verweisen auf die in fast allen Staaten Europas etablierten Richtungsgewerkschaften. Andererseits hat sich das Prinzip der Einheitsgewerkschaft in Deutschland seit vielen Jahren bewährt. 